# Hosztomeli repülőtér
A hosztomeli repülőtér, vagy másik közismert nevén Antonov Repülőtér (IATA: GML, ICAO: UKKM) nemzetközi teherforgalmi repülőtér Ukrajnában. A Kijevi területen, a fővárostól, Kijevtől északnyugatra elterülő előváros, Hosztomel közelében fekszik. Kijevtől 25 km-re, Hosztomeltől 2 km-re található. A repülőtér üzemeltetője az Antonov tervezőiroda (ANTK Antonov), melynek ez a fő kísérleti repülőtere is. (A tervezőiroda másik repülőtere a gyártóbázis melletti Szvjatosini repülőtér.) Ez a bázisrepülőtere a tervezőiroda légitársaságának, az Antonov légitársaságnak.
A repülőtér egy betonozott, 3500 m hosszú és 56 m széles kifutópályával rendelkezik. ICAO I-es kategóriába tartozik, mely minden időjárási körülmény mellett használható. 1992-től határőr ellenőrző pont is működik a repülőtéren, így ettől kezdve nemzetközi forgalomra is alkalmas.
A repülőtéren több, az Antonov tervezőiroda repülőgépeinek tesztelésére szolgáló berendezés is található, így pl. a gépek villámcsapás elleni védelmének vizsgálatára alkalmas nagyfeszültségű impulzus-generátor is.
A repülőtér két nagyméretű hangárral rendelkezik: az egyik 80×40 m alapterületű és 28 m belmagasságú, a másik 96×104 m alapterületű és 40 m belmagasságú. Mindkettő alkalmas nagyméretű repülőgépek – így akár An–225, An–124 – tárolására és javítására. A hangárok mellett egy 132×104 m alapterületű, sátorral fedett állóhely is rendelkezésre áll, melynek legnagyobb magassága 32 m.
A repülőtér vasúti kapcsolattal rendelkezik, a teherforgalom számára külön rakodási terület van. A rakodáshoz daruk és szállítószalag állnak rendelkezésre, utóbbival közvetlenül a vasúti vagonokból a repülőgépekre lehet átrakodni a szállítmányt.
A Hosztomeli repülőtér a bázisrepülőtere a világ legnagyobb repülőgépének, az An–225-nek, valamint az Antonov-légitársaság An–124-eseinek is.
A repülőteret alkalomszerűen az Ukrán Légierő harci és szállító repülőgépei is használják.
A 2022-es ukrajnai orosz invázió során itt zajlott le a hosztomeli csata, amelynek során az orosz hadsereg elfoglalta a repülőteret. Az orosz csapatok 2022. április 2-án elhagyták a repülőteret és az ismét ukrán ellenőrzés alá került. A harcok során megsemmisült az Antonov légitársaság An–225-ös, An–74-es és egy An–26-os repülőgépe, valamint a repülőtér irányítótornya és egy irodaépülete. Megsérült továbbá egy An–12-es, An–22-es, An–28-as, An–132D és An–124–100–150 típusú repülőgép, valamint több hangár.
2024. február 24-én az Ukrajna elleni orosz agresszió kétéves évfordulóján a hosztomeli repülőtéren rendezett megemlékezésre látogatott Volodimir Zelenszkij ukrán elnök mellett Ursula Von der Leyen, az Európai Bizottság elnöke, az EU Tanácsának soros elnökségét betöltő ország vezetőjeként Alexander de Croo belga miniszterelnök, a a G7 jelenlegi elnökeként Giorgia Meloni olasz miniszterelnök, valamint a NATO képviselőjeként Justin Trudeau kanadai miniszterelnök.